# منسفیلد (تنسی)
منسفیلد، تنسی (به انگلیسی: Mansfield, Tennessee) یک محدوده ثبت نشده در ایالات متحده آمریکا است که در شهرستان هنری، تنسی واقع شده‌است.

## خصوصیات
منسفیلد ۷۶۶ نفر جمعیت دارد و ۱۳۹٫۹ متر بالاتر از سطح دریا واقع شده‌است.